# 蒼雪
僧讀徹（1588年1月28日—1656年7月12日），俗姓趙氏。字蒼雪，初字見曉，號南來，雲南呈貢人。明代僧人、詩人。

## 生平
蒼雪生于萬曆十六年正月初二，為碧潭都講僧與楊氏之子。童年隨父祝髮于昆明妙湛寺。十一歲，至雞足山寂光寺為水月禪師侍者，為沙彌。萬曆三十四年，十九歲，蒼雪與扈芷二人出門遠遊，參見各地高僧。到金陵時在古心和尚處受戒。後為一雨上首弟子，多年跟隨師傅雲遊四方講法，在太湖鐵山居住了五年，與僧汰如並稱“蒼汰”。天啟四年，隨一雨至中峰寺，一雨坐化，汰如繼任為中峰寺住持，至崇禎元年，蒼雪繼汰如為住持。從此一直長住于中峰，直至順治十三年閏五月二十二日坐化，世壽六十九。錢謙益在《蒼雪大師塔銘》中描述他的形象為“面目刻削、神觀凝睟”。《賢首宗乘》中稱其“渾如晉代人物”。《滇釋記·蒼雪傳》中有“慧性敏達，若生知然”之讚譽。